# Impactos da pandemia de COVID-19 na indústria musical
A pandemia de coronavírus 2019-2020 impactou de forma significativa a indústria musical, causando efeitos em diferentes segmentos artísticos. Vários eventos, como festivais de música, shows de turnês e premiações foram adiados ou cancelados. A pausa nas atividades industriais impactou de forma que artistas tivessem tempo maior para criar novos trabalhos. Além disso, os lançamentos de álbuns também foram adiados.  Em diferentes países, artistas e bandas promoveram também shows virtuais.

## Eventos musicais

### Conferências musicais impactadas
| Nome                       | Local                                                               | Detalhes                                                      | Ref. |
| -------------------------- | ------------------------------------------------------------------- | ------------------------------------------------------------- | ---- |
| ASCAP Experience           | InterContinental Los Angeles Downtown, Los Angeles, California, EUA | Edição de 2020 cancelada                                      |      |
| FastForward                | Studios 301, Sydney, New South Wales, Austrália                     | Edição de 2020 cancelada                                      |      |
| International Music Summit | Ibiza, Ilhas Baleares, Espanha                                      | Adiada até segunda ordem, versão virtual do evento acontecerá |      |
| Midem                      | Palais des Festivals et des Congrès, Cannes, França                 | Edição de 2020 movida para online                             |      |
| Music Biz 2020             | JW Marriott Nashville, Nashville, Tennessee, EUA                    | Adiado, reagendado para 16 a 19 de agosto de 2020.            |      |
| Winter Music Conference    | Miami, Florida, EUA                                                 | Adiada até segunda ordem                                      |      |

### Apresentações musicais impactadas
| Artista           | Local                                                                     | Detalhes                                                               | Ref. |
| ----------------- | ------------------------------------------------------------------------- | ---------------------------------------------------------------------- | ---- |
| Bad Bunny         | Hiram Bithorn Stadium, San Juan, Porto Rico                               | Reagendado para 30 e 31 de outubro de 2020                             |      |
| Car Seat Headrest | Massachusetts Museum of Contemporary Art, North Adams, Massachusetts, EUA | Reagendado para 4 de setembro de 2020                                  |      |
| Charli XCX        | El Plaza Condesa, Cidade do México, México                                | Reagendado para 21 de outubro de 2020.                                 |      |
| Chris Tomlin      | Bridgestone Arena, Nashville, Tennessee, EUA                              | Concerto anual "Good Friday Nashville" de Tomlin adiado                |      |
| Ciara             | USO Fort Hood, Killeen, Texas, EUA                                        | Adiado até segunda ordem                                               |      |
| Glass Animals     | Neumos, Seattle, Washington, EUA                                          | Apresentação cancelada                                                 |      |
| Josh Groban       | Radio City Music Hall, Nova Iorque, Nova Iorque, EUA                      | "Great Big Radio City Show" de Groban adiado para 5 de outubro de 2020 |      |
| Juanes            | Movistar Arena, Bogotá, Colômbia                                          | Show "Para Todos" de Juanes adiado até segunda ordem                   |      |
| Liam Gallagher    | Heaton Park, Manchester,Inglaterra                                        | Concerto cancelado                                                     |      |
| Mariah Carey      | Neal S. Blaisdell Center, Honolulu, Hawaii, EUA                           | Adiado para 28 de novembro de 2020                                     |      |

### Residências impactadas
| Título                            | Artista                       | Local                           | Detlhes                                                     | Ref. |
| --------------------------------- | ----------------------------- | ------------------------------- | ----------------------------------------------------------- | ---- |
| David Lee Roth Rocks Vegas!       | David Lee Roth                | House of Blues Las Vegas        | Últimos seis shows adiados                                  |      |
| Diana Ross                        | Diana Ross                    | Encore Theater                  | Adiada até segunda ordem                                    |      |
| Gwen Stefani – Just a Girl        | Gwen Stefani                  | Zappos Theater                  | Última fase cancelada                                       |      |
| Jonas Brothers in Vegas           | Jonas Brothers                | Park Theater                    | Todos os shows cancelados                                   |      |
| Kelly Clarkson: Invincible        | Kelly Clarkson                | Zappos Theater                  | Todos os shows de abril a julho de 2020 cancelados          |      |
| Lady Gaga Enigma                  | Lady Gaga                     | Park Theater                    | Primeiros seis shows da quinta fase cancelados              |      |
| Let's Go!                         | Shania Twain                  | Zappos Theater                  | Todos os shows de 18 de março a dezembro de 2020 cancelados |      |
| Lionel Richie – Las Vegas         | Lionel Richie                 | Encore Theater                  | Adiada até segunda ordem                                    |      |
| Robbie Williams Live in Las Vegas | Robbie Williams               | Encore Theater                  | Shows de 24 de março a 4 de abril de 2020 adiados           |      |
| Together in Vegas                 | Reba McEntire e Brooks & Dunn | The Colosseum at Caesars Palace | Adiada até junho de 202                                     |      |
| ZZ Top: Viva Las Vegas            | ZZ Top                        | The Venetian Theatre            | Adiada até segunda ordem                                    |      |
| Weekends with Adele               | Adele                         | The Colosseum at Caesars Palace | Adiada                                                      |      |

### Concertos beneficentes impactados
| Nome                         | Artistas                                                                             | Local                                                       | Detalhes | Ref. |
| ---------------------------- | ------------------------------------------------------------------------------------ | ----------------------------------------------------------- | --- | ---- |
| Bans Off My Body             | Courtney Love eMelissa Auf der Maur                                                  | The Town Hall, New York City, Nova Iorque, Nova Iorque, EUA | Concerto beneficente promovendo igualdade de gênero e acesso à assistência médica sexual e reprodutiva cancelado                                                                     |      |
| Farm Aid                     | Dave Matthews, John Mellencamp, Willie Nelson com Lukas e Micah Nelson, e Neil Young | Vários locais                                               | Convertido em uma série de shows caseiros transmitidos como "At Home with Farm Aid"                                                                                                  |      |
| Teenage Cancer Trust Concert | The Who e Mumford & Sons                                                             | Royal Albert Hall, Londres, Inglaterra                      | Adiado até segunda ordem |      |
| World Tour Bushfire Relief   | Miley Cyrus e Robbie Williams                                                        | Lakeside Stadium, Melbourne, Vitória, Austrália             | Concerto beneficente para arrecadar fundos para os afetados pela temporada de incêndios na Austrália de 2019–2020 cancelado após a artista principal Miley Cyrus desistir do evento. |      |

## Lançamentos de álbuns
| Artista                           | Título do álbum                                    | Data original          | Data reagendada        | Ref. |
| --------------------------------- | -------------------------------------------------- | ---------------------- | ---------------------- | ---- |
| The 1975                          | Notes on a Conditional Form                        | 24 de abril de 2020    | 22 de maio de 2020     |      |
| Biffy Clyro                       | A Celebration of Endings                           | 15 de maio de 2020     | 14 de agosto de 2020   |      |
| Luke Bryan                        | Born Here Live Here Die Here                       | 24 de abril de 2020    | 7 de agosto de 2020    |      |
| Carach Angren                     | Franckensteina Strataemontanus                     | 29 de maio de 2020     | 26 de junho de 2020    |      |
| Deep Purple                       | Whoosh!                                            | 12 de junho de 2020    | 7 de agosto de 2020    |      |
| Dixie Chicks / The Chicks         | Gaslighter                                         | 1 de maio de 2020      | 17 de julho de 2020    |      |
| DMA's                             | The Glow                                           | 24 de abril de 2020    | 10 de julho de 2020    |      |
| Jarv Is                           | Beyond the Pale                                    | 1 de maio de 2020      | 17 de julho de 2020    |      |
| Liam Gallagher                    | MTV Unplugged                                      | 24 de abril de 2020    | 12 de junho de 2020    |      |
| Ellie Goulding                    | Brightest Blue                                     | 5 de junho de 2020     | 17 de julho de 2020    |      |
| Haim                              | Women in Music Pt. III                             | 24 de abril de 2020    | 26 de junho de 2020    |      |
| Hinds                             | The Prettiest Curse                                | 3 de abril de 2020     | 5 de junho de 2020     |      |
| Adele                             | 30                                                 | setembro de 2020       | 19 de novembro de 2021 |      |
| Alicia Keys                       | Alicia                                             | 20 de março de 2020    | 18 de setembro de 2020 |      |
| Demi Lovato                       | Dancing with the Devil... The Art of Starting Over | 2020                   | 2 de abril de 2021     |      |
| The Killers                       | Imploding the Mirage                               | 29 de maio de 2020     | 21 de agosto de 2020   |      |
| Hans Zimmer                       | No Time to Die: Original Motion Picture Soundtrack | 27 de março de 2020    | 1 de outubro de 2021   |      |
| Lady Gaga                         | Chromatica                                         | 10 de abril de 2020    | 29 de maio de 2020     |      |
| Bettye LaVette                    | Blackbirds                                         | 8 de maio de 2020      | 28 de agosto de 2020   |      |
| The Lemon Twigs                   | Songs for the General Public                       | 1 de maio de 2020      | 21 de agosto de 2020   |      |
| Declan McKenna                    | Zeros                                              | 15 de maio de 2020     | 4 de setembro de 2020  |      |
| Alanis Morissette                 | Such Pretty Forks in the Road                      | 1 de maio de 2020      | 31 de julho de 2020    |      |
| Willie Nelson                     | First Rose of Spring                               | 24 de abril de 2020    | 3 de julho de 2020     |      |
| Nick Mason's Saucerful of Secrets | Live at the Roundhouse                             | 17 de abril de 2020    | 18 de setembro de 2020 |      |
| The Pretenders                    | Hate for Sale                                      | 1 de maio de 2020      | 17 de julho de 2020    |      |
| Margo Price                       | That's How Rumors Get Started                      | 8 de maio de 2020      | 10 de julho de 2020    |      |
| Protomartyr                       | Ultimate Success Today                             | 29 de maio de 2020     | 17 de julho de 2020    |      |
| The Psychedelic Furs              | Made of Rain                                       | 1 de maio de 2020      | 31 de julho de 2020    |      |
| Sam Smith                         | Love Goes (na época intitulado To Die For)         | 1 de maio de 2020      | 30 de outubro de 2020  |      |
| Steven Wilson                     | The Future Bites                                   | 12 de junho 2020       | 29 de janeiro de 2021  |      |
| Throwing Muses                    | Sun Racket                                         | 22 de maio de 2020     | 4 de setembro de 2020  |      |
| Rufus Wainwright                  | Unfollow the Rules                                 | 24 de abril de 2020    | 10 de julho de 2020    |      |
| Phantom Planet                    | Devastator                                         | 8 de maio de 2020      | 18 de junho de 2020    |      |
| Weezer                            | Van Weezer                                         | 15 de maio de 2020     | 7 de maio de 2021      |      |
| Bon Jovi                          | Bon Jovi: 2020                                     | 15 de maio de 2020     | 2 de outubro de 2020   |      |
| OneRepublic                       | Human                                              | 1 de maio de 2020      | 27 de agosto de 2021   |      |
| Billy Ocean                       | One World                                          | 17 de abril de 2020    | 4 de setembro de 2020  |      |
| Yungblud                          | Weird!                                             | 13 de novembro de 2020 | 4 de dezembro de 2020  |      |
| Lana Del Rey                      | Chemtrails over the Country Club                   | 5 de setembro de 2020  | 19 de março de 2021    |      |